# Uilenburgergracht
De Uilenburgergracht is een gracht in de Nederlandse stad Amsterdam. De gracht behoort tot de Lastage in het oostelijke gedeelte van het stadsdeel Centrum. De gracht verbindt de Rapenburgwal met de Houtkopersburgwal. Er liggen geen bruggen over de gracht.
Aan de westzijde van de gracht ligt het eiland Uilenburg. De achterzijde van de bebouwing van de Nieuwe Uilenburgerstraat ligt direct aan het water. Aan de oostzijde lag tot de demping van de Markengracht het eiland Marken. Sinds de demping van de gracht staat dit voormalige eiland bekend als Valkenburg. Aan de oostzijde van de gracht bevindt zich, eveneens direct aan het water, de achterkant van de bebouwing van de iets oostelijker gelegen Valkenburgerstraat.
Ter hoogte van Nieuwe Uilenburgerstraat 173 ligt de achtergevel van het rijksmonumentale fabriekscomplex van Diamantslijperij Boas.

## Afbeeldingen

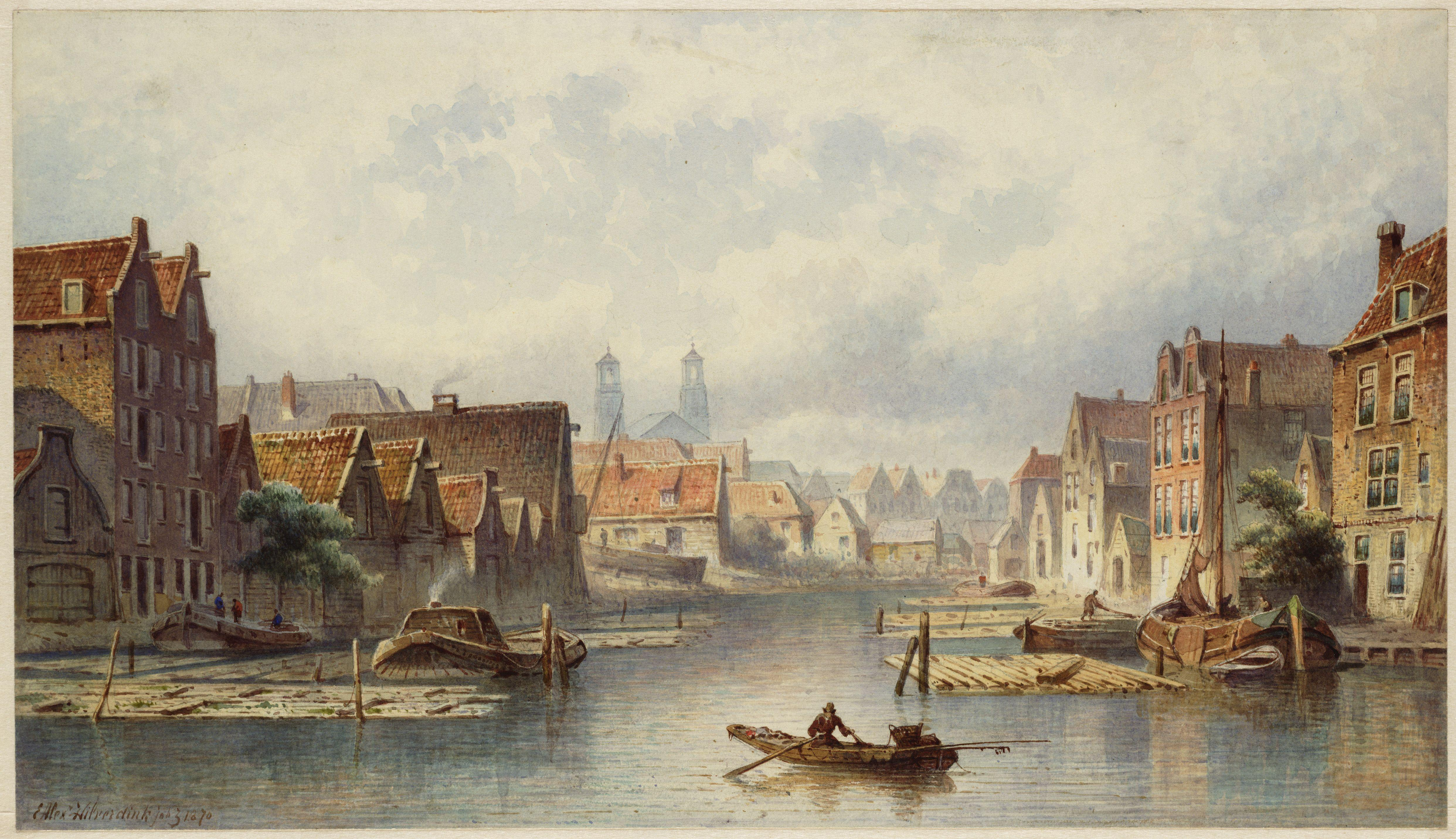
De Uilenburgergracht gezien richting de Houtkopersburgwal, op de achtergrond de torens van de Mozes en Aäronskerk, vervaardigd door Hilverdink, E. A. in 1870